# Augusto Algueró
Augusto Algueró ou Augusto Algueró Dasca (Barcelone, 23 février 1934 - Torremolinos,Malaga, 16 janvier 2011 ) est un compositeur de chansons et chef d'orchestre espagnol.

## Filmographie
- 1962 : Las chicas de la Cruz Roja de Rafael J. Salvia